# Assedio di Malta (1565)
L'assedio di Malta del 1565, anche noto come il Grande Assedio di Malta, fu un assedio stretto dall'Impero ottomano, deciso a conquistare Malta, per eliminare l'Ordine ospedaliero di San Giovanni; la strenua difesa dei cavalieri e dei maltesi obbligò gli Ottomani a desistere dopo quasi quattro mesi.
Malta è situata a sud della Sicilia e quasi equidistante dalle coste libiche e tunisine. Oltre a controllare il commercio tra le rotte occidentali e orientali del mar Mediterraneo, era dotata di eccellenti porti naturali che facevano dell'isola una roccaforte di notevole importanza strategica. Nel XVI secolo infatti, il Mediterraneo era diventato ormai un lago islamico, soprattutto dopo la caduta di Costantinopoli nel 1453 e la sconfitta di Gerba. I corsari barbareschi, guidati dai loro comandanti Dragut e Occhialì, compivano razzie e depredavano i convogli navali con ingenti danni per i cristiani che non trovavano accordi con l'Impero ottomano, in quel periodo guidato da Solimano il Magnifico. La caduta dell'isola, ultimo baluardo di difesa della Cristianità, avrebbe avuto conseguenze disastrose per tutta l'Europa, data la debolezza e la litigiosità delle potenze europee.
L'assedio è considerato uno dei maggiori successi per i difensori nella storia militare. Tuttavia, non dovrebbe essere visto come un evento isolato, ma come il picco di una escalation delle ostilità tra spagnoli e Ottomani per il controllo del Mediterraneo.

## I Cavalieri di Malta

Stemma dell'Ordine dei Cavalieri di Malta

L'Ordine dei Cavalieri ospitalieri di San Giovanni di Gerusalemme nel 1530 cambiò nome in "Ordine di Malta" quando, il 26 ottobre, fra' Philippe Villiers de L'Isle-Adam, Gran Maestro dell'Ordine, insieme con i suoi cavalieri, giunse a Malta per prendere possesso dell'isola, ceduta in feudo dall'imperatore e re di Sicilia Carlo V.
Sette anni prima, alla fine del 1522, i Cavalieri erano stati cacciati dalla loro base a Rodi dal sultano ottomano Solimano il Magnifico, dopo un assedio durato sei mesi. Tra il 1523 e il 1530 i Cavalieri non ebbero alcuna base, fino a quando l'imperatore d'Asburgo offrì loro l'arcipelago di Malta. In cambio pretese un tributo annuale simbolico che consisteva in un falco da inviare al viceré di Sicilia e in una messa da celebrare in onore di tutti i Santi. Fu inoltre loro consegnata Tripoli, città situata in un territorio ostile, che l'imperatore destinò per tenere a bada i pirati della Barberia, alleati degli ottomani.
Dopo una consultazione con papa Clemente VII, Villiers de l'Isle-Adam accettò l'offerta anche se con alcuni dubbi poiché, rispetto a Rodi, Malta era più piccola e desolata. Ben presto però, divenne un'efficiente base da cui partirono squadre navali per attaccare le navi turche e corsare. L'isola, situata nel centro del Mediterraneo, occupa una posizione chiave nel crocevia tra Oriente e Occidente e di grande importanza strategica, soprattutto quando, dal 1540, i pirati berberi cominciarono a infestare le acque del Mediterraneo attaccando le navi e le coste cristiane. In particolare vengono ricordate le isole Baleari, terra dalla quale provenivano molti cavalieri, che furono teatro dell'attacco portato da Turgut Reis (conosciuto anche come "Dragut") a Pollensa nel 1550, durante il quale i turchi uscirono sconfitti. 
Il corsaro Dragut, infatti, cominciò ad essere una seria minaccia per le nazioni cristiane del Mediterraneo, anche se la presenza dell'Ordine di Malta sull'isola fu un ostacolo per le sue finalità, perché cavalieri effettuavano azioni contro i corsari, liberando navi e prigionieri cristiani catturati, oppure attaccando le navi cariche d'oro e di seta del "Gran Turco". Nel 1551, Dragut e l'ammiraglio turco Sinán decisero di attaccare le isole e, con 10000 uomini, aggredirono Gozo. Il bombardamento della città durò per diversi giorni fino a quando il locale comandante dei Cavalieri, considerando inutile opporre altra resistenza, consegnò la cittadella. I corsari presero in ostaggio quasi tutta la popolazione (circa 5000 abitanti) e poi si recarono a Tripoli, dove riuscirono a scacciare senza eccessive difficoltà i Cavalieri della guarnigione.
Di fronte a questi attacchi, il Gran Maestro dell'Ordine, fra' Juan de Homedes, decise di rafforzare le difese del forte Sant'Angelo in Birgu (cittadella oggi chiamata Vittoriosa), e di costruire due nuovi forti, di San Michele nel promontorio di Senglea, e di Sant'Elmo, sulle pendici della penisola del Monte Sceberras (oggi, centro urbano di La Valletta). I due nuovi fortini furono ultimati in soli sei mesi nell'anno 1552, e furono di importanza cruciale per l'esito del "Grande assedio". In particolare Sant'Elmo fu commissionato ad un architetto italiano che lo progettò in un modo oggi conosciuto come fortificazione alla moderna.

## I preparativi

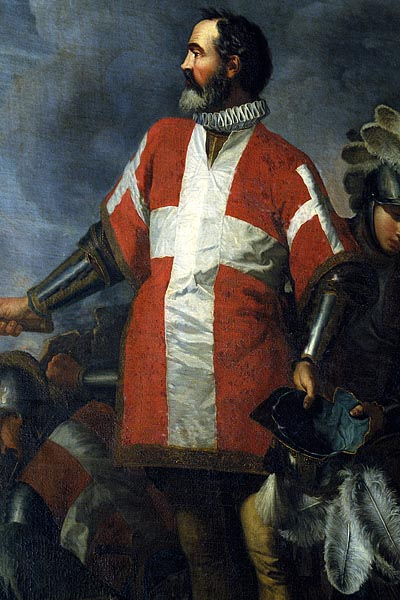
Fra' Jean de la Valette

Gli anni successivi furono particolarmente tranquilli per l'isola. Nel 1557 fra' Jean de la Valette, cavaliere dell'ordine di Malta, fu eletto 49º Gran Maestro dell'Ordine, e subito incoraggiò attacchi contro le navi non cristiane.
Essendo un periodo relativamente tranquillo Dragut, nel 1559, decise (d'accordo con i Mori) di attaccare la costa orientale della Spagna. Ciò indusse Filippo II a organizzare una spedizione navale per cacciare i corsari dalla loro base a Tripoli. L'Ordine aderì alla spedizione, composta di circa 54 navi e 14000 uomini, ma la campagna si concluse con un disastro: la flotta cristiana fu intercettata e sorpresa vicino all'isola di Gerba (Tunisia) dalle forze dell'ammiraglio Piyale Paşa, nel maggio 1560, e circa metà delle navi vennero affondate o catturate. Questo evento segnò l'apice della dominazione ottomana nelle acque mediterranee.
Dopo l'episodio di Gerba, le possibilità per gli ottomani di attaccare Malta aumentarono notevolmente. Ma, nonostante sapessero che nel mese di agosto 1560 Jean de la Valette aveva richiamato a Malta tutti gli appartenenti all'Ordine per rinforzare la guarnigione, commisero il grave errore di non attaccare immediatamente l'isola (o forse non ne furono in grado), lasciando il tempo alla Spagna di ricostruire le proprie forze.
A metà 1564, Mathurin Romegas, uno dei più abili ammiragli dell'Ordine, si impossessò di alcuni vascelli turchi (appartenenti all'eunuco capo dell'harem Kustir Agha) sui quali viaggiavano alti personaggi della "Sublime Porta", compresa la vecchia balia della figlia prediletta del sultano e il governatore del Cairo. Il successo dei corsari di Romegas fornì ai turchi un plausibile casus belli.
Nei primi mesi del 1565, il Gran Maestro ricevette un rapporto dalle spie genovesi a Costantinopoli che preannunciava un'invasione imminente. Jean de la Valette si occupò delle più immediate misure di difesa: reclutamento di nuovi soldati in Italia, accumulo di cibo, e accelerazione dei lavori di riparazione e ristrutturazione delle fortezze di San Angelo, San Michele e Sant'Elmo, evacuazione dei civili e realizzazione della tattica della terra bruciata a Malta e Gozo. Tuttavia attese del tempo prima di cominciare i preparativi a causa del costo delle operazioni ed essendo convinto che il nemico non sarebbe arrivato prima di giugno, che in realtà si presentò il 18 maggio dello stesso anno.

## Gli schieramenti

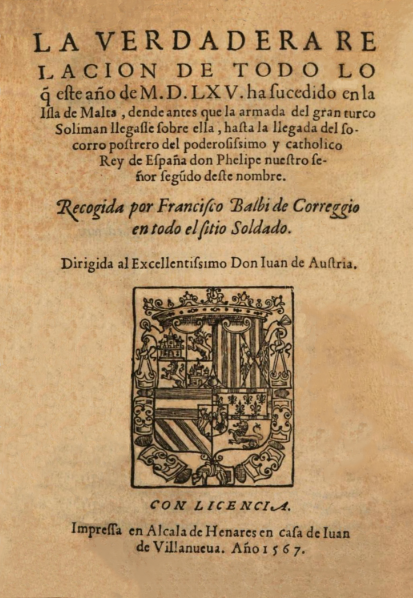
Francesco Balbi da Correggio (Alcalá de Henares, 1567).

Il "Gran turco", al massimo del suo potere, portò a Malta una delle più grandi armate mai viste fino ad allora. Secondo la registrazione di Giacomo Bosio, storico ufficiale dell'Ordine, la flotta era composta da 193 navi, delle quali 131 galere, 7 galeotte (piccole galee) e 6 galeazze (grandi galee, meno agili ma con più potenza di fuoco), 8 mahon (grandi navi da trasporto), 11 barche a vela con rifornimenti e altre 3 per i cavalli. Le navi trasportavano anche un discreto equipaggiamento d'assedio che comprendeva 64 pezzi d'artiglieria (tra cui una dozzina di colubrine e un enorme basilisco capace di scagliare proiettili di ferro da 100 kg). Per quanto riguarda la fanteria, oltre al numeroso reparto di miliziani in media poco addestrati e di pirati, figuravano nell'esercito turco alcuni corpi d'élite come gli spahi (cavalleria pesante) che erano la punta di forza della cavalleria ottomana anche se sostanzialmente inutile in un assedio e i giannizzeri che erano ormai diventati una casta militare e politica molto influente. Questo reparto era uno dei più potenti dell'epoca: ogni giannizzero era dotato di un archibugio (nel caso dell'assedio di Malta, furono usati archibugi tedeschi a canna lunga), un arco, 2 scimitarre e poi mazze e asce; in particolare avevano il privilegio di poter essere aiutati e curati durante una battaglia. Infine vi era la guardia del corpo di Dragut: un gruppo di 1500 matasiete. Si trattava di guerrieri fanatici vestiti con pelle di leone e armati di scimitarre. Il loro nome - che derivava dallo spagnolo matar, "ammazzare" (a sua volta derivante dal verbo arabo mata, che ha lo stesso significato), e siete che significa "sette", oppure "molti" - verrà poi italianizzato in "ammazzasette" (ma con una accezione derisoria).
Il diario dell'assedio del mercenario italo-spagnolo Francesco Balbi da Correggio è un'altra fonte di informazioni sulle forze in conflitto:
| Cavalieri di Malta                            | Forze ottomane                           |
| --------------------------------------------- | ---------------------------------------- |
| 550 cavalieri ospitalieri                     | 6000 spahi (cavalleria)                  |
| 400 soldati spagnoli                          | 500 spahi de Caramania                   |
| 800 soldati italiani                          | 6000 giannizzeri                         |
| 500 soldati delle galere (fanteria da sbarco) | 400 avventurieri di Mitilene             |
| 200 soldati siciliani                         | 2500 spahi della Rouania (Algeria)       |
| 100 soldati della guarnigione di Sant'Elmo    | 3500 avventurieri della Rouania          |
| 100 aiutanti dei cavalieri                    | 4000 "fanatici religiosi"                |
| 500 minatori                                  | 6000 volontari vari                      |
| 3000 soldati reclutati tra il popolo maltese  | Corsari vari di Tripoli                  |
| Totale: 6100                                  | Totale: 28500 d'Oriente, 48000 in totale |

Le cifre indicate da Balbi sono affidabili. Il cavaliere Hipólito Sans, in un registro meno conosciuto, cita 48000 invasori, anche se non è chiaro se la sua storia sia davvero indipendente degli scritti del soldato italo-spagnolo. Altri autori contemporanei diedero cifre più basse; proprio La Valette, in una lettera a Filippo II scritta durante il quarto giorno d'assedio, fece notare che «il numero di soldati che è sbarcato è tra i 15000 e i 16000, compresi 7000 archibugieri, 3000 giannizzeri e 4000 Spahi». Naturalmente per sbarcare 48000 uomini occorrevano molti giorni, soprattutto con i mezzi dell'epoca, quindi la cifra finale molto probabilmente corrisponde a quella indicata.

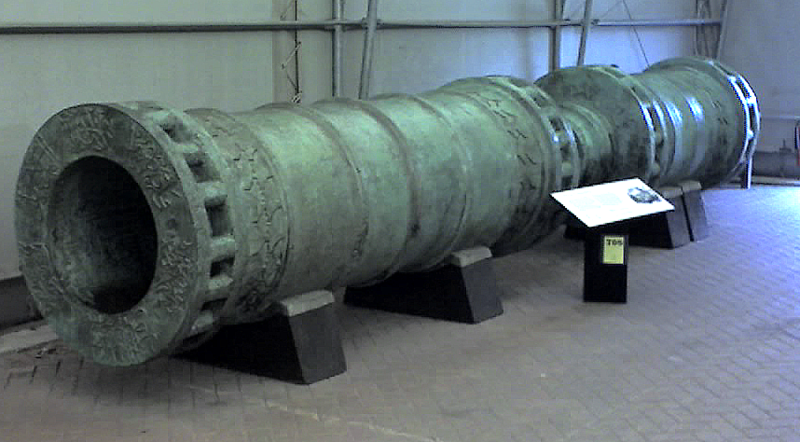
Esempio di bombarda ottomana

Inoltre, un mese dopo l'assedio, egli stesso scrisse al priore dell'ordine di Malta queste parole: «Questa flotta consisteva di 250 navi, triremi, biremi e altre imbarcazioni; crediamo che il nemico abbia circa 40000 uomini in armi». Il fatto che La Valette diede un numero di 250 navi e 40000 uomini mostra che lo stesso Gran Maestro fu molto obbiettivo nelle stime. Infatti, il capitano Vincenzo Anastagi affermò che le forze nemiche arrivarono a 22000 uomini, una cifra simile a quella di molti altri scritti di quelle date. Da parte sua, Bosio parla di circa 30000 uomini, numero simile ai 38500 di Balbi.
Siccome Anastagi cercava di convincere il viceré di Sicilia che una vittoria era possibile se egli avesse contribuito con l'invio di truppe, probabilmente diminuì la cifra. Alla luce del fatto che gli storici offrono un totale di poco più di 30000 uomini (più 6000 pirati, provenienti da Barberia), si può concludere che la cifra reale non dovesse variare di molto.
Da parte dei difensori, i numeri di Balbi probabilmente sono corretti, in quanto dà una cifra di soli 550 cavalieri sull'isola, ma i cavalieri erano pochi e tutti nobili, mentre Bosio parlava di un totale di 8500 difensori. La differenza è data dai soldati di varie provenienze al servizio dell'Ordine e dai 3000 armigeri reclutati tra i maltesi.

## L'assedio

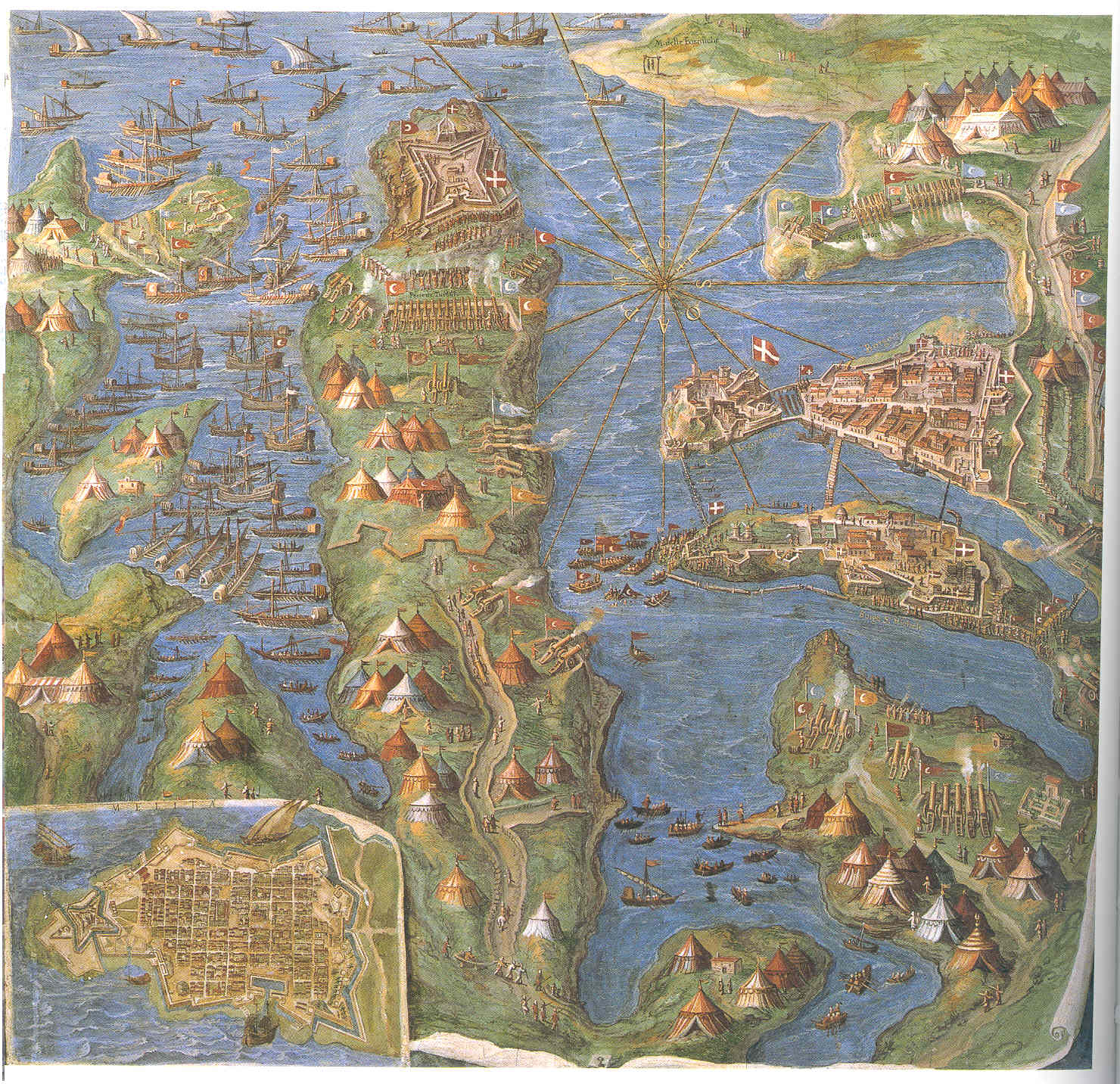
L'assedio di Malta, di Ignazio Danti (XVI secolo, Musei Vaticani)

### Lo sbarco

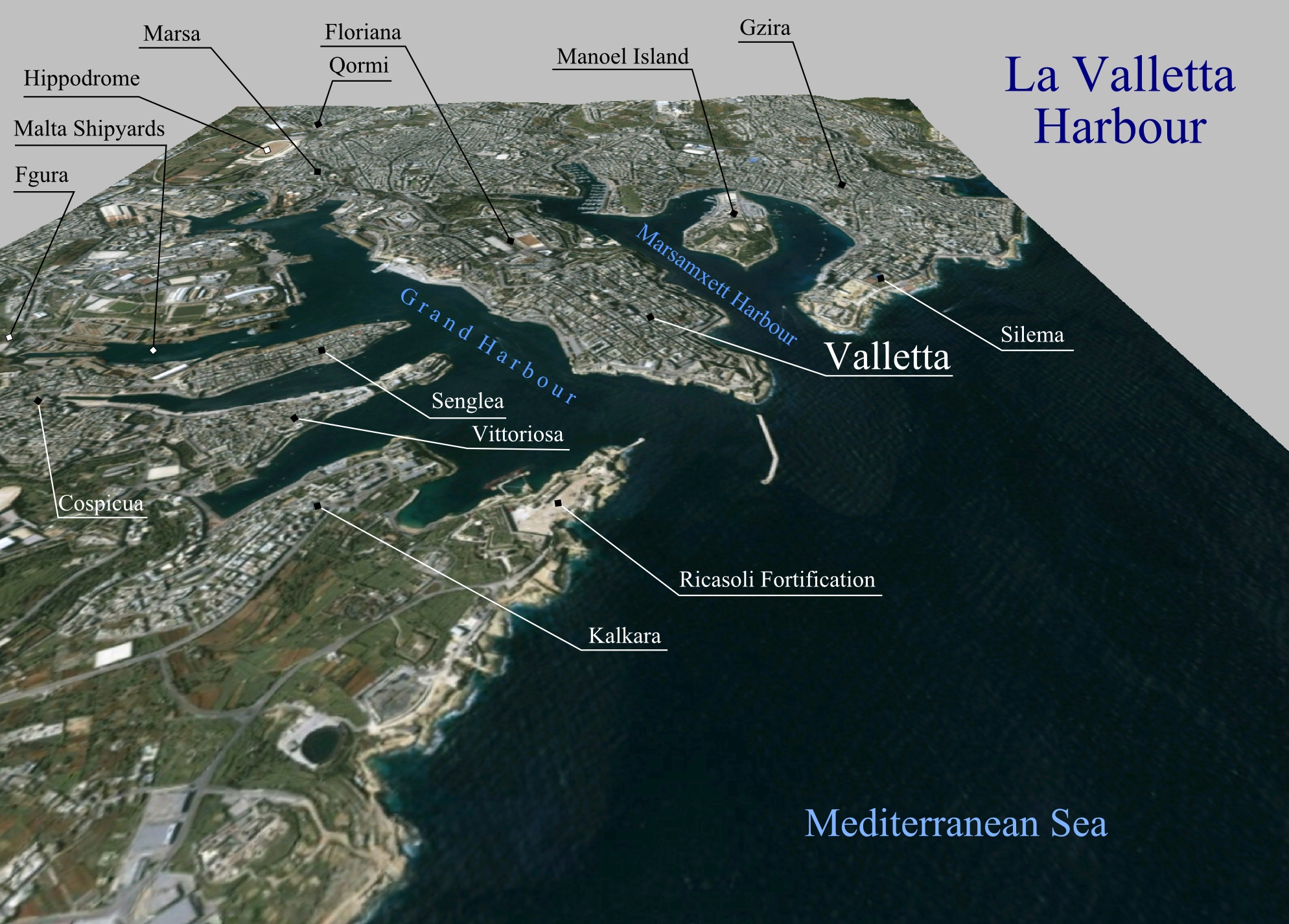
Immagine rappresentante il Porto Grande attuale visto dal mare, con la posizione delle località dei forti (nomi attuali)

L'imponente flotta turca, che partì da Costantinopoli nel mese di marzo, fu avvistata a Malta all'alba di venerdì 18 maggio, ma non sbarcò immediatamente; costeggiò l'isola ed infine approdò nel porto di Marsa Scirocco, a circa 10 km dal Gran Porto. Secondo la maggior parte delle storie, in particolare quella di Balbi, tra il capo delle forze terrestri, il visir Lala Kara Mustafa Pascià e l'ammiraglio Piyale Paşa, ci furono alcuni dissensi. Piyale era dell'idea di mettere al sicuro la sua flotta dai venti del Mediterraneo nel Grande Porto, e perciò propose di attaccare la base fortificata. Da parte sua, Mustafà preferiva tentare l'attacco alla vecchia capitale, Medina, che era situata al centro dell'isola, per poi attaccare via terra i forti San Michele e Sant'Angelo. Alla fine la spuntò Piyale, convincendo i suoi compagni che i cavalieri a Sant'Elmo avrebbero resistito solamente un paio di giorni. Così, il giorno 24 maggio posizionò, intorno al piccolo forte, 21 batterie di cannoni per cominciare subito i bombardamenti.

Certamente Solimano commise un grave errore a distribuire il comando tra Piyale e Mustafà, anche se il comando generale spettava a Dragut che però arrivò a operazioni già iniziate poiché la sua nave era incappata in una tempesta. Egli, non appena giunse a Malta, disapprovò la scelta di Piyale, ma ritenne disonorevole interrompere l'attacco già iniziato.

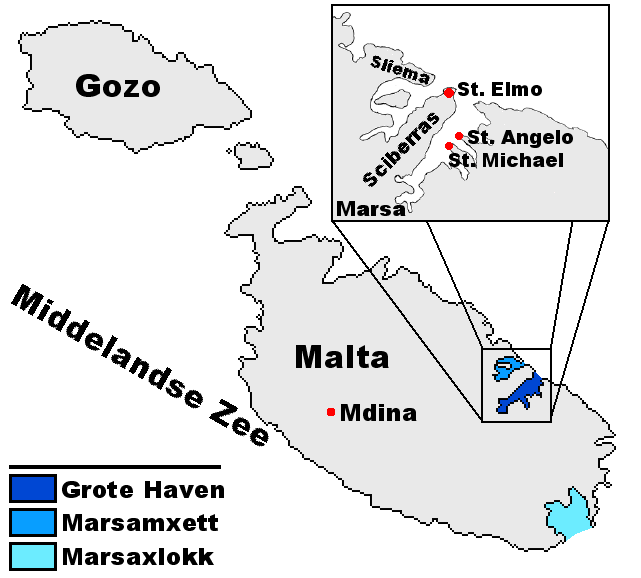
Disposizione dei forti

### Battaglia del forte Sant'Elmo
Il forte Sant'Elmo era difeso da circa 100 cavalieri e 500 miliziani ai quali la Valette aveva ordinato di lottare fino alla fine, cercando di resistere fino a quando non sarebbero arrivati i rinforzi promessi da García Álvarez de Toledo y Osorio, viceré di Sicilia.
Il pesante bombardamento ridusse il forte in macerie in meno di una settimana, ma la Valette, e i cavalieri degli altri due forti, rimpiazzarono i feriti con truppe fresche e ripararono la fortezza di notte passando per un sentiero nascosto. Il forte, nonostante gli incessanti bombardamenti, continuò a resistere con i cavalieri annidati tra le macerie.
La mattina del 3 giugno i giannizzeri scagliarono un attacco contro le mura, urlando e sparando all'impazzata anche favoriti dalle massicce dosi di alcolici loro distribuite prima della battaglia. Per scalare le mura vennero utilizzate scale e corde mentre i cavalieri rovesciarono il fuoco greco sugli assalitori che in pochi istanti si trasformarono in torce umane. I superstiti che raggiunsero la cima si trovarono davanti i cavalieri dell'ordine: uomini ricoperti di ferro, armati di spade e lance, che avevano dedicato la loro vita all'addestramento militare (come i giannizzeri) e alla preghiera. Il monaco dell'ordine infatti, indossava una corazza (anche se non integrale e pesante come nel medioevo) che permetteva una buona protezione ma anche una notevole agilità, essendo il peso ben distribuito e l'armatura costruita in gran parte da elementi realizzati su misura. Difficilmente i fendenti di scimitarra e le frecce penetravano le corazze; solamente un colpo di archibugio sparato a breve distanza poteva provocare gravi danni, ed i turchi ne disponevano di alcune migliaia; tuttavia, a parte i giannizzeri, la maggior parte dei soldati ottomani erano equipaggiati alla leggera e con indosso un corpetto corazzato (ma questo non aveva impedito loro di conquistare Rodi e Tripoli). A mezzogiorno i turchi si ritirarono lasciando sul campo 2000 morti; i cavalieri che persero la vita in questo scontro furono solamente 10 mentre 70 furono i militi che perirono.

#### Le armi segrete
L'arma segreta degli assediati però fu la tecnologia; oltre al fuoco greco, erano diffuse le "pignatte", rudimentali bombe a mano riempite del potente composto, accese mediante una corta miccia, avevano un utilizzo simile a quello delle moderne molotov. Non solo bombe ma anche lanciafiamme: "la tromba", un lungo tubo che sputava fuoco sui nemici. Ma forse, l'arma che maggiormente impressionò i soldati turchi, fu il "cerchio". Quest'arma, usata per la prima volta proprio a Sant'Elmo, era formata da un anello di legno ricavato dalle botti e rivestito di un tessuto imbevuto di pece. Il cerchio veniva acceso e fatto rotolare giù contro i nemici ammassati sotto le mura con effetti devastanti.
I bombardamenti continuarono per giorni, alternati da massicci assalti dei giannizzeri sempre respinti. I soldati dei rispettivi eserciti si massacrarono a vicenda, convinti che la morte sarebbe stata meglio della schiavitù e confortati dal punto di vista religioso dal fatto che agli ottomani era promesso il paradiso delle urì, ai cavalieri era stata concessa l'indulgenza plenaria da papa Paolo IV.
L'8 giugno i cavalieri del forte, stremati dagli incessanti bombardamenti (6000 palle di cannone sparate al giorno), inviarono un messaggio al Gran Maestro che chiedeva l'autorizzazione di morire con la spada in pugno facendo una sortita nel campo nemico. In risposta il Gran Maestro disse che se i Cavalieri dovevano morire allora era meglio che morissero nel modo che lui aveva ordinato: «sacrificando le nostre vite una ad una, faremo guadagnare tempo all'Europa e alla Cristianità». Anche se ridotta allo stremo, la guarnigione resistette, respingendo numerosi assalti del nemico e ritardando la caduta della fortezza. Il 13 giugno anche gli assalitori utilizzarono la loro arma segreta: si trattava dei cosiddetti "sacchetti". Questi erano piccoli involucri, attaccati alle frecce, riempiti di sostanze incendiarie e appiccicose, che si attaccarono alle corazze condannando il cavaliere o il milite colpito a bruciare vivo se non avesse avuto a disposizione acqua per spegnere il fuoco.

#### La caduta del forte
Il 18 giugno, Sant'Elmo era ormai un cumulo di macerie. Mustafà e Dragut si spinsero su una collina per assistere all'ennesimo assalto. 

Ma quel giorno accadde l'imprevedibile. Il nobile licatese, Giovanni Antonio Grugno, arrivato in soccorso da Licata con una goletta, insieme ad altri nobili licatesi, tra i quali, i fratelli Vespasiano e Michele Celestri (Cavalieri gerosolimitani), attirato dalle bandiere dai colori sgargianti dei due comandanti, si avvicinò ad uno dei cannoni di bordo, mirò e fece fuoco su di loro nonostante la distanza fosse al limite della portata del cannone. Dragut morì, colpito alla fronte da una scheggia di pietra.
Il 23 giugno, i turchi riuscirono a prendere ciò che era rimasto del forte di Sant'Elmo, vendicandosi sui prigionieri: massacrarono i cavalieri catturati, crocifissero i loro corpi a tavole di legno e li spinsero sulle acque del porto verso le posizioni tenute dai cavalieri piazzati negli altri due forti. La Valette ordinò una risposta dello stesso tenore: tutti i prigionieri turchi furono decapitati e le loro teste sparate dai cannoni verso il campo nemico.
Ora che i turchi avevano vinto la guarnigione di Sant'Elmo, la flotta di Piyale gettò l'ancora nel porto. L'assedio del forte Sant'Elmo per la parte turca non causò meno di seimila morti, tra cui circa la metà dei suoi migliori soldati, i giannizzeri. Piyale pascià stesso era stato ferito alla testa. Mustafà comprese il suo errore strategico: il forte Sant'Elmo era stato conquistato ad un prezzo troppo caro oltre ad essere costato la vita di Dragut. Guardando verso il grande forte Sant'Angelo, ancora intatto e con i cannoni tuonanti, gridò: «Allah! Se un figlio così piccolo è costato tanto caro, quale prezzo dovremo pagare per un padre così grande?».

### Il Piccolo Soccorso
Intanto la notizia dell'assedio si era diffusa nel continente provocando il panico. Non vi era alcun dubbio che un risultato sfavorevole dell'assedio di Malta sarebbe stato drammatico e che il suo esito avrebbe potuto decidere la lotta tra l'Impero ottomano e l'Europa cristiana. Una volta presa l'isola, i turchi avrebbero invaso l'Italia da sud e proseguendo nella conquista dell'Ungheria e della penisola balcanica avrebbero stretto in una morsa letale l'Europa occidentale.
Per questo motivo si decise di organizzare una spedizione di salvataggio, il "Gran Soccorso", capitanata dal genovese Gianandrea Doria, che comprendeva galee di tutti gli stati mediterranei ad eccezione di Francia e Venezia che non parteciparono per timore di guastare i loro rapporti con l'Impero ottomano. Tuttavia Filippo II ordinò esplicitamente al viceré di Sicilia, García Álvarez de Toledo y Osorio, di non impegnare le sue galee: il ricordo della sconfitta a Gerba era ancora vivo nel "Re prudente". Tuttavia García era angosciato da un terribile dilemma: il suo onore di soldato lo spingeva a partire immediatamente con le sue galee alla volta di Malta (anche perché suo figlio militava tra le truppe maltesi), ma gli ordini di Madrid lo trattenevano.
Così alcuni ardimentosi cominciarono a violare il blocco navale turco per portare viveri e rinforzi agli assediati. In pieno giorno, una barca a remi diretta verso il Gran Porto, fu colpita da una cannonata turca e, un comandante dell'Ordine, un tale Salvago, e il capitano spagnolo Miranda, raggiunsero la costa a nuoto e si unirono agli assediati. In un'altra occasione una galera siciliana riuscì a sfuggire a sette galee nemiche mentre cercava di approdare.
Un rinforzo di 600 uomini comandati da Enrique de la Valette, nipote del Gran Maestro, non riuscì a raggiungere la costa e fu costretto a ritirarsi. Dopo altri due tentativi falliti, il 28 giugno raggiunse Malta un consistente numero di rinforzi: circa 600 uomini sotto il comando di Juan de Cardona, in quattro galere inviate dal viceré di Sicilia. Ciò provocò un enorme aumento del morale. Questo piccolo distaccamento comprendeva una compagnia spagnola d'élite, 150 cavalieri e molti volontari, inclusi i fratelli del duca dell'Infantado e il Conte di Monteagudo, comandati da don Melchor de Robles. Il successo fu dovuto anche all'opera di soldato, Juan Martinez di Luvenia, che appena sbarcato si occupò di segnalare la presenza o l'assenza delle navi nemiche con un falò.
Infine partecipò all'invio di rinforzi anche il Ducato di Savoia che organizzò una spedizione, chiamata "Piccolo Soccorso", guidata dal piemontese Andrea Provana di Leinì. La piccola flotta di galee riuscì avventurosamente a superare il blocco navale e a sbarcare un gruppo di volontari e alcune casse di viveri prima di riprendere il largo.

### Secondo assalto

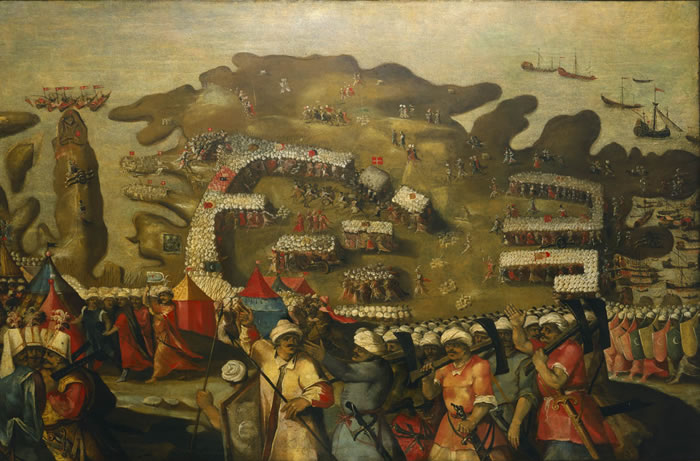
L'assedio di Malta dipinto da Matteo Perez d'Aleccio

Con Piyale ferito, Mustafà suddivise le forze in tre gruppi: uno avrebbe attaccato Birgu e Medina (i due borghi dell'isola), e gli altri due i forti rimanenti. Furono costruite 100 piccole imbarcazioni nel Gran Porto, con l'intenzione di lanciare un attacco anfibio contro il promontorio di Senglea, mentre i pirati attaccavano il forte San Michele. 

Fortunatamente per i maltesi, un disertore turco avvertì la Valette della imminente operazione e il Gran Maestro ebbe il tempo di far costruire un recinto e degli sbarramenti sottomarini. L'attacco ebbe luogo il 15 luglio: alcune navi turche si schiantarono contro le palizzate mentre altre finirono intrappolate nelle catene disseminate lungo la riva. Quando i turchi tentarono di distruggere le difese in mare furono aggrediti dai nuotatori maltesi che ingaggiarono un violento corpo a corpo. Quel giorno non furono fatti prigionieri e ai turchi che si arresero venne tagliata la gola al grido di «Per vendicare Sant'Elmo!». 

Anche l'azione dei pirati fallì. Infatti una decina di vascelli carichi di pirati e giannizzeri arrivò a portata di una batteria di cannoni del comandante de Guiral, ai piedi del forte Sant'Angelo. Dopo poche salve nove barche affondarono trascinando con sé gli equipaggi.
Nel frattempo, i turchi avevano circondato Birgu e Medina e, con i loro 64 pezzi d'assedio, il 2 agosto le città furono oggetto del più duro bombardamento che avesse mai avuto luogo fino ad allora nella storia (Balbi assicura che furono sparati oltre 130000 proiettili solo di archibugio nel corso dell'assedio). Venne quindi lanciato il segnale d'attacco e gli assedianti si scagliarono contro ciò che rimaneva delle mura; lo scontro durò per sei ore ma alla fine furono respinti.
Il 7 agosto Mustafà ordinò due massicci attacchi simultanei contro forte San Michele e contro la cittadella di Birgu. Mentre i turchi si avvicinarono alle mura, il Gran Maestro la Vallette decise di effettuare un'improvvisa sortita contro gli assedianti. Racconta Balbi nel suo diario:
I cavalieri piombarono nello schieramento turco menando colpi con il pesante spadone a due mani provocando il caos nelle file avversarie. Lo scontro infuriò per nove ore fin quando i turchi non si ritirarono. A questo punto Mustafà, pensando che i cavalieri avessero ricevuto rinforzi, decise che da quel momento in poi avrebbe affidato il compito di continuare l'assedio alle sue artiglierie.
Dopo l'attacco del 7 agosto i turchi ripresero, senza interruzione, il loro bombardamento contro San Michele e Birgu alternando sporadiche sortite di giannizzeri e spahi (che combattevano appiedati non potendo i cavalli muoversi sulle macerie) dove si aprivano delle brecce nelle mura, come avvenne il 18 agosto quando una mina aprì una breccia nella quale si riversarono gli assedianti, costringendo lo stesso Gran Maestro ad intervenire gettandosi nella mischia. Il suo gesto fu d'esempio per i difensori che si precipitarono verso le mura dando vita ad un violento corpo a corpo. L'assalto fu respinto ma la Vallette rimase ferito ad una gamba da una granata.

### Il Gran Soccorso
Intanto a Messina la preparazione della flotta del Gran Soccorso andava per le lunghe. Il 26 agosto le navi cariche di volontari salparono, ma furono subito costrette a tornare indietro a causa di una violenta tempesta. Ciò ritardò di molto le operazioni e la spedizione poté riprendere il largo solo il 5 settembre. Arrivarono nella baia di Mellieħa, tra Malta e Gozo, due giorni dopo. 
L'arrivo dei rinforzi costituì il colpo di grazia per i turchi. Il combattimento decisivo avvenne sulla piana di Pietranera alla quale parteciparono anche i cavalieri usciti in massa dai forti. Dopo cinque ore di combattimento i turchi si ritirarono e s'imbarcarono sulle loro navi.

Il 12 settembre la flotta di Piyale lasciò l'isola; dovette però abbandonare parte delle navi, che furono date alle fiamme per non lasciarle al nemico: non vi erano più uomini sufficienti per manovrarle.
Le perdite registrate da Balbi furono: 31000 turchi, 239 cavalieri di Malta, 2500 fanti di tutte le nazionalità, 7000 cittadini maltesi (uomini, donne e bambini).

## Conseguenze

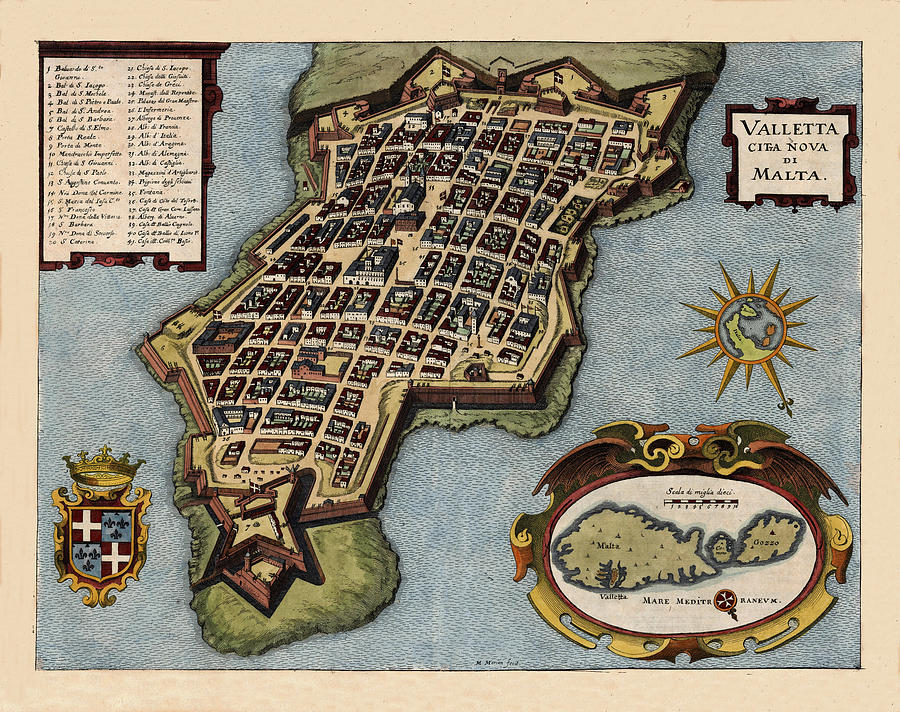
La Valletta in un'incisione del 1680

Quando la notizia della vittoria di Malta si diffuse nel continente, in tutte le chiese ci furono funzioni di ringraziamento. Giunsero a Malta doni da tutta Europa. Filippo II inviò a Malta circa 6000 uomini di rinforzo, un'ingente somma di denaro e regalò a la Vallette una spada e un pugnale con incise queste parole: PLUS QUAM VALOR VALET LA VALLETTE; nondimeno, Filippo destituì il suo viceré di Sicilia, don Garcia, per aver disubbidito ai suoi ordini. 

Il papa Pio IV offrì a la Vallette di diventare cardinale ma questi rifiutò: l'anziano cavaliere voleva vivere i suoi ultimi anni sulla sua isola. Grazie a cospicue donazioni giunte da tutti i sovrani cattolici d'Europa, nel 1566 La Vallette avviò la costruzione di una nuova capitale fortificata per l'ordine, che in suo onore fu poi chiamata La Valletta. Il gran maestro morì il 21 agosto 1568.
Per l'Impero ottomano, al contrario, la disfatta di Malta fu un grave colpo anche sul piano finanziario, poiché l'economia turca si reggeva principalmente sulle razzie e sul bottino di guerra: per la prima volta la loro moneta fu svalutata, e i turchi conobbero l'inflazione. Meno di un terzo dell'esercito ritornò a Costantinopoli e la flotta fu guidata nel porto in piena notte per evitare che il popolo si rendesse conto dei danni subiti. 

Solimano intendeva ripetere l'attacco l'anno successivo, e questa volta probabilmente Malta, che ormai semidistrutta necessitava di tempo per la ricostruzione, non avrebbe potuto resistere; ma durante l'inverno, sabotatori dell'Ordine di Malta riuscirono ad entrare nell'arsenale di Kostantiniyye e a far esplodere il deposito delle polveri, distruggendo parte della flotta turca che era ormeggiata nei bacini. Il sultano cambiò i suoi piani e nel 1566 diresse i suoi sforzi bellici solo verso l'Ungheria, ma durante questa campagna trovò la morte.
Gli ottomani non attaccarono mai più Malta.
L'eroica resistenza dei Cavalieri di Malta dimostrò a tutta Europa che sconfiggere l'Impero ottomano era possibile e si diffuse un sentimento di fiducia e di rivalsa. Molti volontari furono arruolati nelle flotte che erano in costruzione in tutti gli arsenali europei poiché, per la prima volta, la Sublime porta era stata sconfitta.
Appena sei anni dopo il grande assedio di Malta, la coalizione cattolica inflisse agli ottomani un'altra sconfitta altrettanto celebre alla battaglia di Lepanto.